# Lomatia tasmanica
Lomatia tasmanica W.M.Curtis, 1967 (nota con il nome comune di King lomatia) è una specie di pianta a fiore appartenente alla famiglia delle Proteaceae. Allo stato selvatico è attualmente nota un'unica colonia di esemplari di questa specie, nel sud-ovest della Tasmania, pertanto è considerata pressoché estinta in natura.
Gli individui noti possiedono tutti lo stesso patrimonio genetico: questa pianta, infatti, caratterizzata da un triplo assetto cromosomico (triploide) risulta sterile, e si riproduce unicamente per via vegetativa. Per questo motivo, gli esemplari attualmente conosciuti sono tutti cloni derivati da un predecessore comune. I singoli cloni hanno un'età media di circa 300 anni, ma la pianta è sopravvissuta clonandosi per almeno 43.600 anni, come confermato da analisi di datazione al carbonio-14 compiute su reperti fossili rinvenuti in un'area di circa 8 km intorno alla pianta. Tali esami hanno confermato che gli esemplari fossili sono effettivamente cloni degli individui attuali, identici per forma e struttura cellulare. Ciò fa della colonia di L. tasmanica uno degli organismi più antichi esistenti sulla Terra.
Da un punto di vista morfologico, la pianta possiede foglie composte di un lucido colore verde, e produce fiori rosa che tuttavia non sviluppano in frutti o semi, data la sterilità della specie.
La pianta venne scoperta nel 1937 da Charles Denison "Deny" King, un cercatore di stagno. Gli esemplari che compongono la colonia attualmente nota sono circa 500 e coprono un'area complessiva di 1,2 km nell'estremo sud-ovest della Tasmania; l'accesso a quest'area è proibito al pubblico per evitare di danneggiare la pianta, data la sua estrema rarità. Il governo della Tasmania nel tempo si è anche prodigato per riprodurre in cattività esemplari della pianta, allo scopo di salvaguardarla: attualmente alcuni individui di "King lomatia" sono stati coltivati in giardini botanici, primo fra tutti il Royal Tasmanian Botanical Gardens di Hobart, che ne ospita attualmente una ventina di esemplari.